# 江西珍珠菜
江西珍珠菜（学名：Lysimachia jiangxiensis）是报春花科珍珠菜属的植物，是中国的特有植物。分布于中国大陆的江西等地，生长于海拔250米至500米的地区，一般生长在山坡灌丛，目前尚未由人工引种栽培。
其种加词“jiangxiensis”意为“江西的”。